# Делла Валле, Анхель
Анхель Делла Валле (10 октября 1852, Буэнос-Айрес — 16 июля 1903, Буэнос-Айрес) — аргентинский художник-реалист, принадлежавший к «поколению 1880-х».

## Биография
Родился в семье итальянских иммигрантов. Его отец был прорабом и работал над несколькими крупными проектами, получив возможность устроить сына на обучение в престижный частный колледж Сан-Хосе. Анхель проявлял способности к искусству и спустя год после смерти отца в 1872 году с разрешения матери отправился в Италию. Он обучался у Антонио Чизери во Флоренции.
Вернулся Анхель Делла Валле в Аргентину в 1883 году и открыл мастерскую в родительском доме. В составе группы художников основал художественный салон «Эль Атенео», куда также приходили писатели и музыканты. Среди них были художники Аугусто Баллерини, Эдуардо Сивори, Эрнесто де ла Каркова и Рейнальдо Джудичи, скульпторы Лусио Корреа Моралес и Франциско Кафферата. В 1893 году члены салона начали регулярно проводить в Аргентине художественные выставки.
Сначала Делла Валле писал портреты. Среди наиболее известных — портрет его друга детства, доктора Педро Лаглиза (1855—1916), выдающегося офтальмолога и одного из его пациентов, президента Хулио Архентино Рока.
Лучшими произведениями Делла Валле являются деревенские пейзажи, гаучо, сцены из повседневной жизни обычных людей. В 1892 году он представил свою самую известную картину «Возвращение Малона», которая на следующий год выставлялась в аргентинском павильоне на Всемирной выставке в Чикаго.
Делла Валле также 18 лет преподавал рисунок в «Sociedad de Estímulo de Bellas Artes» (SEBA), основанной в 1876 году как основная национальная школа искусства. Школа занимала верхних этажах универмага, сегодня известного как Galerías Pacífico.
В конце жизни Делла Валле посвящал своё время обучению молодых художников, чем живописи. Он умер внезапно на уроке в своём классе. Один из его учеников Тибон де Либиан запечатлел последние мгновения жизни Валле.

## Картины
- 1881 — Caballos de San Marcos
- 1888 — tren de La Pampa
- 1889 — Anochecer en la laguna
- 1890 — La diosa del Amor
- 1892 — La vuelta del Malón
- 1893 — Estación de Lomas de Zamora
- 1893 — Corrida de Sortija
- 1895 — Al borde del monte
- 1900 — incendio en La Pampa
- 1900 — Apartando
- 1900 — El taller